# 622 Esther
622 Esther è un asteroide della fascia principale. Scoperto nel 1906, presenta un'orbita caratterizzata da un semiasse maggiore pari a 2,4150236 UA e da un'eccentricità di 0,2417368, inclinata di 8,64450° rispetto all'eclittica.
Il suo nome deriva da Ester, personaggio biblico che compare nell'Antico testamento.